# بروميد الموليبدنوم الثلاثي
بروميد الموليبدنوم الثلائي (أو ثلائي بروميد الموليبدنوم) هو مركب كيميائي لاعضوي صيغته MoBr3 ويوجد على هيئة صلب أخضر داكن.

## التحضير
يحضر هذا المركب من تفاعل بين عنصري البروم والموليبدنوم عند درجات حرارة تقارب 350 °س:
{\displaystyle \mathrm {2\ Mo+3\ Br_{2}\longrightarrow 2\ MoBr_{3}} }
أو من اختزال بروميد الموليبدنوم الرباعي باستخدام عنصر الموليبدنوم أو بالهيدروحين.

## الخواص
يوجد هذا المركب في الشروط القياسية على هيئة صلب أخضر داكن.